# Nº1 ZAO Novoserguíyevskoye
La sección Nº1 del ZAO "Novosergíevskoye" (del ruso: Отделения N.º 1 ЗАО «Новосергиевское») es un posiólok del raión de Krylovskaya del krai de Krasnodar de Rusia. Está situado 26 km al nordeste de Krylovskaya y 173 km al nordeste de Krasnodar, la capital del krai. Tenía 168 habitantes en 2010
Pertenece al municipio Novosergiévskoye.